# O-cresolo
L'o-cresolo, noto anche col nome IUPAC 2-metilfenolo, è un composto organico di formula CH3C6H4(OH).  Si tratta di un solido incolore ampiamente utilizzato per la sintesi di vari composti chimici. È un derivato del fenolo nonché isomero del p-cresolo e del m-cresolo ed è così chiamato perché il gruppo metile è in posizione orto rispetto all'ossidrile, ovvero è adiacente ad esso.

## In natura
L'o-cresolo si trova nel castoreum. Questa sostanza si ricava dalle ghiandole del castoro e si trovano anche in un tipo di cedro di cui si nutre l'animale.
L'o-cresolo è anche un costituente del fumo di tabacco.

## Produzione
Tradizionalmente si produce a partire da catrame di carbone, ricavato dalla torrefazione del carbone per dare coke. Un altro materiale simile sono i residui del petrolio.
Circa due terzi della produzione nel mondo occidentale riguardano la metilazione del fenolo impiegando metanolo. L'alchilazione viene catalizzata da ossidi metallici
C6H5OH  +  CH3OH   →   CH3C6H4OH  +  H2O
La polialchilazione conduce infine allo xilenolo. Molti altri metodi possono essere impiegati, in particolare abbiamo la decarbossilazione ossidativa dell'acido salicilico, l'ossigenazione del toluene oppure l'idrolisi del 2-clorotoluene.

## Applicazioni
L'o-cresolo è precursore di altri composti. La clorurazione e l'eterificazione danno una serie di erbicidi quali l'acido 2-metil-4-clorofenossiacetico (MCPA). La nitrazione fornisce il dinitrocresolo, un erbicida comune. La reazione di Kolbe-Schmitt produce l'acido o-cresotinico, importante nella sintesi farmaceutica. Infine il carvacrolo, essenza di origano, deriva dall'alchilazione dell'o-cresolo con propilene.

## Effetti sulla salute
Irrita la pelle.
Quando i cresoli vengono respirati, ingeriti o comunque si entra in contatto con essi a dosaggi elevati, possono comportare rischi per la salute. Ad esempio respirare grandi quantitativi di cresoli danneggia la gola e le mucose nasali, nonché può essere pericoloso per l'apparato digerente. A parte questi inconvenienti, non sono noti altri effetti sulla salute.